# Welwyn Garden City
Welwyn Garden City är en ort i Hertfordshire i England, belägen cirka 30 kilometer norr om centrala London.
Welwyn Garden City är ett klassiskt exempel på trädgårdsstaden, en idé skapad av Ebenezer Howard och först genomförd genom grundandet av närbelägna Letchworth Garden City 1903. Ebenezer Howard bodde själv i Welwyn Garden City, som han grundade 1920.
Welwyn Garden City har cirka 50 000 invånare.